# Vagoanele Simmering ale tramvaiului din Timișoara

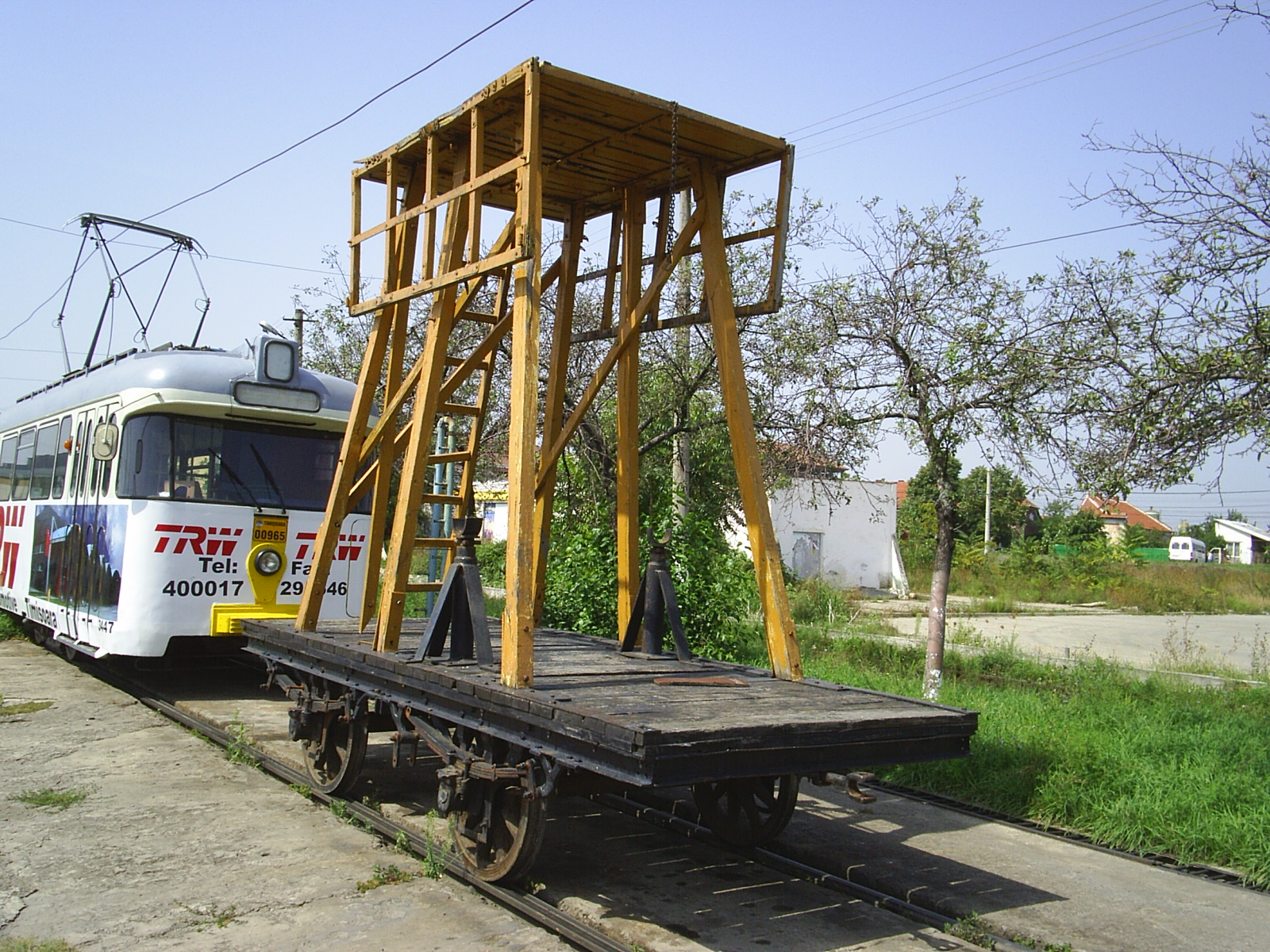
Vagon turn al tramvaiului electric dezvoltat în 1899 dintr-unul din cele șapte vagoane de marfă trase de cai din 1872.

Vagoanele Simmering ale tramvaiului din Timișoara a fost o serie de vagoane de tramvai trase de cai maghiare. Cele șapte vagoane de marfă, care nu aveau numere de operare, au fost achiziționate de compania de transport numită atunci Temesvári Közúti Vaspálya Társaság (TKVT) cu ocazia începerii traficului de mărfuri pe rețeaua de tramvai Timișoara în mai 1872. Spre deosebire de vagoanele de pasageri achiziționate cu trei ani în urmă, de data aceasta contractul a fost atribuit companiei Maschinen- und Waggonbau-Fabriks-AG Simmering.
Acestea erau mici vagoane platformă deschise, costând 920 de forinți fiecare. Acestea erau folosite pentru transportul butoaielor de bere de la fabrica locală de bere din cartierul Fabric, care la acea vreme nu avea o legătură feroviară până la Gara Timișoara Nord din cartierul Iosefin, din celălalt capăt al orașului. Acest serviciu a luat sfârșit odată cu electrificarea tramvaiului din 1899.
Un vagon Simmering a fost folosit ulterior ca vagon turn pentru linia de alimentare cu tensiune și a fost, ocazional, pus în serviciu în anii 2000. Alte două au fost folosite de compania de tramvaie cel puțin până în 1969 ca vagoane de transport pentru scopuri interne. Unul dintre ele era încă păstrat în aer liber la depoul de pe Bulevardul Take Ionescu în 1995, dar a fost ulterior casat.